# Poemenia collaris
Poemenia collaris är en stekelart som först beskrevs av Haupt 1917.  Poemenia collaris ingår i släktet Poemenia och familjen brokparasitsteklar. Arten är reproducerande i Sverige. Inga underarter finns listade i Catalogue of Life.